# Lars Grundberg
Lars Arne Grundberg, född 16 augusti 1944 i Örnsköldsvik, är en svensk diplomat och hovfunktionär.
Lars Grundberg är son till kamrer Sten-Erik Grundberg och Anna, ogift Nilsson. Efter juris kandidatexamen vid Uppsala universitet och Universitetet i Oslo tjänstgjorde Grundberg från 1971 vid utrikesdepartementet och gick i pension 2011. Han var ambassadör vid Sveriges ambassad i Estland 1991–1995, Sveriges ambassad i Spanien 2000–2005 och Sveriges ambassad i Danmark 2005–2010. Dessförinnan var han ambassadsekreterare respektive ambassadråd i Mexiko, vid svenska delegationen i Genève, vid Sveriges ambassad i Marocko och vid Sveriges ambassad i Egypten. Åren 1995–2000 var Grundberg chef för Östeuropaenheten på UD.
I Estland blev han den förste utländske ambassadören efter återupprättandet av landets självständighet. Det sista året dominerades av Estoniakatastrofen. I Köpenhamn medverkade Grundberg aktivt i den svenska och danska kandidaturen till mångmiljardsatsningen European Spallation Source (ESS), som kom att förläggas till Lund och Köpenhamn.
Mellan 2011 och 2014 innehade Grundberg uppdraget som överceremonimästare vid Kungliga slottet. Därefter hade han bland annat vikariat för Sveriges ambassadör vid Sveriges ambassad i Algeriet sommaren 2014.
Lars Grundberg gifte sig 1968 med psykologen Gunnel Cederberg, född 1945, dotter till landskamrerare Agnar Cederberg och juris kandidat Ingrid, ogift Svensson. Gunnel och Lars Grundberg har fem barn, bland andra Hans Grundberg och Karin Grundberg Wolodarski.